# Вуд, Ники
Ни́колас Э́нтони Вуд (англ. Nicholas Anthony Wood; 6 января 1966), более известный как Ники Вуд (англ. Nicky Wood) — английский футболист, нападающий.

## Футбольная карьера
Уроженец Олдема, Вуд в июне 1981 года подписал любительский контракт с клубом «Манчестер Юнайтед». 28 мая 1983 года подписал с клубом профессиональный контракт. 26 декабря 1985 года дебютировал в основном составе «Манчестер Юнайтед» в матче Первого дивизиона против «Эвертона», выйдя на замену Йесперу Ольсену. Это был его единственный матч в сезоне 1985/86. В сезоне 1986/87 провёл за «Юнайтед» ещё три матча (два в чемпионате и 1 в Кубке Футбольной лиги). Больше за первую команду не играл и в январе 1989 года завершил футбольную карьеру в возрасте 23 лет из-за травмы спины.